# L'ultimo ballo
L'ultimo ballo è un film del 1941 diretto da Camillo Mastrocinque.
Il film è stato girato a Cinecittà.
Il nome dello sceneggiatore Giacomo Debenedetti non fu inserito nei titoli di testa, a causa delle leggi razziali.

## Trama
Una signora ungherese della bella società non più tanto giovane si lascia corteggiare in maniera poco discreta. La figlia, laureata in medicina, la riporta a più miti consigli.